# 武埃 (德塞夫勒省)
武埃（法語：Vouhé，法語發音：[vu.e]）是法国德塞夫勒省的一个市镇，属于帕尔特奈区。

## 地理
武埃（46°33'29"N, 0°14'55"W）面积13.95 平方千米，位于法国新阿基坦大区德塞夫勒省，该省份为法国西部内陆省份，北起曼恩-卢瓦尔省，西接旺代省，南至夏朗德省和滨海夏朗德省，东临维埃纳省。
与武埃接壤的市镇（或旧市镇、城区）包括：博略苏帕尔特奈、马济耶尔昂加蒂讷、圣兰、韦吕、圣帕尔杜-苏捷。

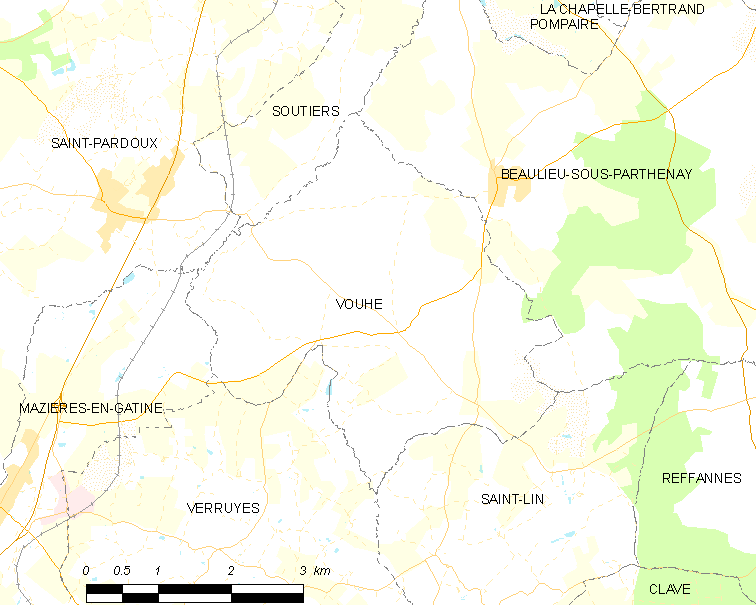
的OSM定位图

武埃的时区为UTC+01:00、UTC+02:00（夏令时）。

## 行政
武埃的邮政编码为79310，INSEE市镇编码为79354。

## 政治
武埃所属的省级选区为拉加蒂讷县。

## 人口

1962-2008年间人口变化图示

武埃于2022年1月1日时的人口数量为351人。